# Särna
Särna is een plaats in de gemeente Älvdalen in het landschap Dalarna en de provincie Dalarnas län in Zweden. De plaats heeft 768 inwoners (2005) en een oppervlakte van 366 hectare.

## Verkeer en vervoer
Bij de plaats lopen de Riksväg 70 en Länsväg 311.
De plaats had vroeger een station aan de hier opgeheven spoorlijn Repbäcken - Särna.